# روبين غونزاليس (ملحن)
روبين غونزاليس هو ملحن وعازف بيانو كوبي، ولد في 26 مايو 1919 في سانتا كلارا في كوبا، وتوفي في 8 ديسمبر 2003 في هافانا في كوبا.

## وصلات خارجية
- روبين غونزاليس على موقع IMDb (الإنجليزية)
- روبين غونزاليس على موقع ميوزك برينز (الإنجليزية)
- روبين غونزاليس على موقع أول ميوزيك (الإنجليزية)
- روبين غونزاليس على موقع ديسكوغز (الإنجليزية)
- روبين غونزاليس على موقع قاعدة بيانات الفيلم (الإنجليزية)